# Foley, Minnesota
Foley är administrativ huvudort i Benton County i den amerikanska delstaten Minnesota. Orten har fått sitt namn efter grundaren John Foley. Han hade emigrerat från Kanada tillsammans med sina bröder.